# فلزیاب

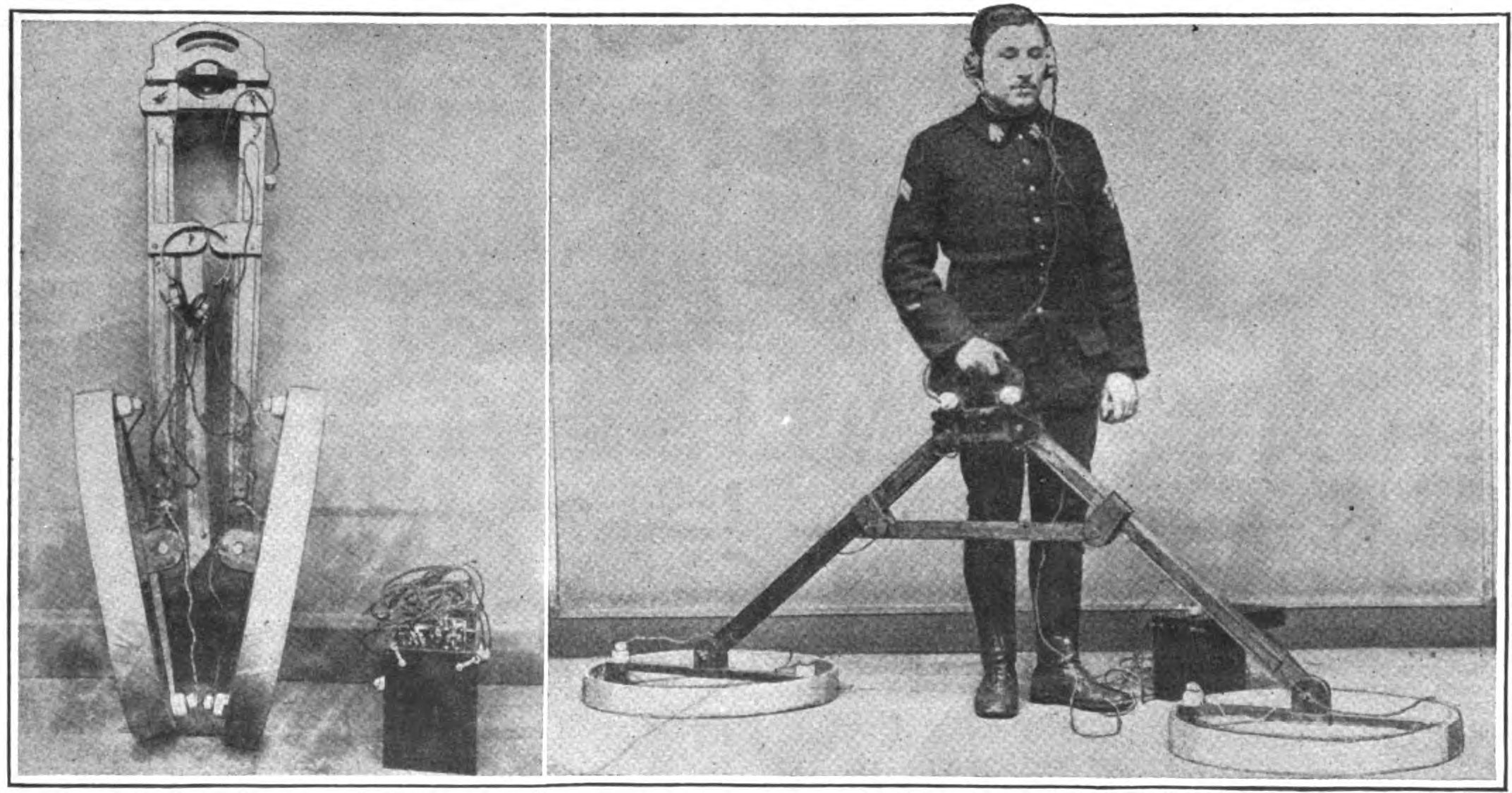
فلزیاب برای یافتن بمب های منفجر نشده در فرانسه پس از جنگ جهانی اول (1919) مورد استفاده قرار گرفت.

فلزیاب وسیله‌ای است که برای پیدا کردن اجسام فلزی مخفی یا گم شده درون زمین، دیوار یا اجسام دیگر به کار گرفته می‌شود.
دستگاه فلزیاب‌ها میدان مغناطیسی را در اطراف دیسک جستجوگر خود ایجاد می‌کنند. زمانی که جسم فلزی در محدوده میدان مغناطیسی قرار بگیرد شدت میدان مغناطیسی تغییر کرده و دستگاه فلزیاب با این تغییرات متوجه وجود فلز در اطراف دیسک خود خواهد شد و آن را آشکار و اطلاع می‌دهد. هر چقدر شدت میدان مغناطیسی تولید شده توسط دستگاه بیشتر باشند عمق کشف فلز بیشتر خواهد بود. عمق کاوش توسط فلزیاب با توجه به اندازه، شکل و جنس فلز تغییر می‌کند کمتر یا بیشتر می‌شود.

## انواع فلزیاب

### فلزیاب‌های تفریحی (VLF)
این دسته فلزیاب‌ها که معمولاً خیلی سبک و بوده و دیسک آن‌ها کوچک (دیسک استاندارد آن‌ها ۲۵ سانتی‌متر) می‌باشد و عمق کاوش فلز آن‌ها نیز معمولاً کمتر از یک متر می‌باشد. به این معنی که یک فلز به شکل مربع به اندازه ۱متر در ۱متر را حداکثر می‌تواند از فاصله یک متری پیدا کند. فلزیاب‌های تفریحی برای پیدا کردن فلزات در سطح خاک طراحی شده‌اند. این نوع فلزیاب‌ها دارای صفحه نمایشگری دیجیتالی و پیشرفته می‌باشند. فلزیاب‌های تفریحی که دارای نمایشگر دیجیتالی می‌باشند قدرت تفکیکی کم و بیش برابر با ۸۰٪ دارند. به این منظور که می‌توانند فلزات آهنی را از فلزات غیر آهنی با دقت ۸۰ درصد جدا کنند.

### فلزیاب‌های پیشرفته‌ای (PI)
فلزیاب‌های پیشرفته، قدرت بسیار بیشتری نسبت به دیگر فلزیاب‌ها دیگر را دارا می‌باشند. فلزیاب‌های پیشرفته دارای وزن نسبتاً سنگینی هستند زیرا که در آن‌ها به ولت مصرف مضاعف برق از باتری‌های اسیدی مشابه موتورسیکلت استفاده شده؛ و معمولاً خود فلزیاب یا باتری آن‌ها یا هر دوی آن‌ها به کمر بسته می‌شود. فلزیاب‌های پیشرفته قدرت تفکیک زیادی ندارند و نمی‌توانند فلزهای آهنی را از غیر فلزی جدا کنند و هر فلز یا آلیاژی را ببینند اطلاع می‌دهند. فلزیاب‌های پیشرفته مانیتور ندارد و ساده می‌باشند.

### فلزیاب‌های صنعتی
از فلزیاب‌های صنعتی در صنعت‌های مختلف مثل فرش ماشینی-و صنایع بسته‌بندی- چوب بری و کارخانه‌ها استفاده می‌شود.

### فلزیاب‌های با امکان فرستنده و گیرنده (TR)
فلزیاب‌های فرستنده – گیرنده از یک عدد دیسک فرستنده در جلو و یک دیسک گیرنده در انتها دستگاه که معمولاً به شکل مربع می‌باشند تشکیل شده‌اند. فلزیاب‌های فرستنده / گیرنده قدرت تفکیک ندارند و فقط برای پیدا کردن فلزات بزرگ مانند لولهٔ آب و رگه‌های بزرگ فلزی طراحی شده است و گاهی انبوه یاب گفته می‌شود. کار کردن با این فلزیاب‌ها سخت بوده و به دلیل دشوار بودن تنظیمات فلزیاب - – گم کردن هدف –اشتباهات زیاد - اشتباه در تعیین محل دقیق فلز – از فروش عمومی زیادی برخوردار نبوده.

### فلزیاب‌های فرکانسی
فلزیاب و طلایاب با فرکانس پایین که از نوع فلزیاب فرکانس القائی یا فلزیاب جذبی با تنظیمات تفکیک و تشخیص (EDIT) یا (VDI DISC) و سطح و حجم ترشهولد (THRESHOLD) یا تارگت ایکس (TARGET X) می‌باشد توان بالای در تشخیص و تفکیک فلزات و اهداف مانند طلا و … را به صورت مجزا از یکدیگر داشته و در هر نوع صحنه کار که خاک بد، زمین بد یا زمین آلوده باشد به راحتی می‌تواند اهداف را تفکیک نموده و تشخیص دهد و اپراتور فلزیاب یا کاربر فلزیاب باید با این نوع فلزیاب تمرین نموده زیرا با تمرین تجربه به‌دست آورده و با مهارت خود در هر نوع صحنه کار این نوع فلزیاب فرکانس پایین را متناسب تنظیم نماید تا عامل کشف طلا یا هدف واقعی گردد. فلزیاب‌ها در تفکیک و شرایط تشخیص فلزات از جمله طلا، نقره، مس، روی، آهن، نیکل، کروم، آلومینیوم، برنز، برنج، قلع و آلیاژ فلزات به نسبت نوع مدار خود می‌تواند تنظیمات تفکیک را دارا باشد و تشخیص فلز آهنی یا فلز بی‌ارزش از فلز غیر آهنی یا فلز با ارزش در اصل تشخیص تفاوت بین فلزات به نسبت تفکیک می‌باشد.

### فلزیاب‌های مغناطیسی
شرایط متعلق به فلزیاب مغناطیسی و فلزیاب ولتاژ القائی مانند فلزیاب پالسی (PI)، فلزیاب (VLF)، فلزیاب (BFO)، فلزیاب تی ار (TR) و دستگاه‌های مغناطیس سنج از نوع مگنومتر یا مگنت و تسلا می‌باشد که عملکرد این دسته فلزیاب‌ها عمل تشخیص تفاوت فاز ایجاد شده از تغییرات مربوط به شرایط میدان مغناطیس در سر جستجو گر یا کوئل، لوپ و سنسور مغناطیسی می‌باشد و هر نوع تغییر مغناطیسی از مواد معدنی یا منابع یا تغییرات لایه‌های زمین در صحنه کار می‌تواند مانند فلز مورد نظر یا طلا ایجاد واکنش یا پاسخ در این سیستم‌ها ایجاد نماید و تنظیمات تشخیص فلزات در فلزیاب مغناطیسی به صورت همه فلزات (ALL METAL) و تفکیک (DISCRIMINATION) یا (DISC) می‌باشد.

### فلزیاب حرارتی راداری زمینی
سیستم حرارتی راداری زمینی از منابع زیر دست یا پائین دست رادار زمینی دستی می‌باشد.
این دسته سیستم‌ها از نظر عملکرد دارای قدرت بالایی می‌باشد و با تعیین عدد(VDI) و ابعاد هدف ترشهولد (THRESHOLD) می‌تواند واکنش دقیقی را برای تشخیص هدف، طلا یا انواع فلزات با رنگ مربوط را داشته باشد، اما برای عملیات نیازمند تجربه بالا اپراتور است.
تخصص در زمینه عملیات با این سیستم‌های حرارتی راداری به تشخیص نوع رنگ، اعداد، تصاویر، لکه رنگ، صدا و حرکت آنتن نیز بستگی دارد که تشخیص آن به نوع مهارت اپراتور فلزیاب بستگی دارد. سیستم فلزیاب حرارتی راداری یا رادار زمینی دستی حرارتی با نرم‌افزارهای گوناگون عمل می‌نماید که مخصوص خود این سیستم‌ها می‌باشد. فلزیاب حرارتی راداری یا رادار زمینی دستی حرارتی توانائی کاوش اهداف را با رنگ و اعداد (VDI) متعلق به همان هدف یا طلا را دارا می‌باشد و با هر دو نرم‌افزار برنامه لکه رنگ سه رنگ و نرم‌افزار تفکیک رنگ (COLOR PRO) عمل می‌نماید.